# Raid sur Rochefort
Guerre de Sept Ans
Batailles
- Minorque (navale) (1756)
- Pirna (1756)
- Lobositz (1756)
- Reichenberg (1757)
- Prague (1757)
- Kolin (1757)
- Hastenbeck (1757)
- Gross-Jägersdorf (1757)
- Moys (1757)
- Rochefort (1757)
- Rossbach (1757)
- Breslau (1757)
- Leuthen (1757)
- Carthagène (navale) (1758)
- Olomouc (1758)
- Saint-Malo (1758)
- Rheinberg (1758)
- Krefeld (1758)
- Domstadl (1758)
- Cherbourg (1758)
- Zorndorf (1758)
- Saint-Cast (1758)
- Tornow (1758)
- Lutzelberg (1758)
- Hochkirch (1758)
- Bergen (1759)
- Kay (1759)
- Minden (1759)
- Kunersdorf (1759)
- Neuwarp (navale) (1759)
- Hoyerswerda (1759)
- Baie de Quiberon (navale) (1759)
- Maxen (1759)
- Meissen (1759)
- Glatz (1760)
- Landshut (1760)
- Corbach (1760)
- Emsdorf (1760)
- Dresde (1760)
- Warburg (1760)
- Liegnitz (1760)
- Rhadern (1760)
- Berlin (1760)
- Kloster Kampen (1760)
- Torgau (1760)
- Belle-Île (1761)
- Langensalza (1761)
- Cassel (1761)
- Grünberg (1761)
- Villinghausen (1761)
- Ölper (1761)
- Kolberg (1761)
- Wilhelmsthal (1762)
- Burkersdorf (1762)
- Lutterberg (1762)
- Reichenbach (1762)
- Almeida (1762)
- Valencia de Alcántara (1762)
- Nauheim (1762)
- Vila Velha de Ródão (1762)
- Cassel (1762)
- Freiberg (1762)

- Jumonville Glen (1754)
- Fort Necessity (1754)
- Fort Beauséjour (1755)
- 8 juin 1755
- Monongahela (1755)
- Petitcoudiac (1755)
- Lac George (1755)
- Fort Bull (1756)
- Fort Oswego (1756)
- Kittanning (1756)
- En raquettes (1757)
- Pointe du Jour du Sabbat (1757)
- Fort William Henry (1757)
- German Flatts (1757)
- Lac Saint-Sacrement (1758)
- Louisbourg (1758)
- Le Cran (1758)
- Fort Carillon (1758)
- Fort Frontenac (1758)
- Fort Duquesne (1758)
- Fort Ligonier (1758)
- Québec (1759)
- Fort Niagara (1759)
- Beauport (1759)
- Plaines d'Abraham (1759)
- Sainte-Foy (1760)
- Neuville (1760)
- Ristigouche (navale) (1760)
- Mille-Îles (1760)
- Signal Hill (1762)

- Cap-Français (1757)
- Martinique (1759)
- Guadeloupe (1759)
- Dominique (1761)
- Martinique (1762)
- Cuba (1762)

- Chandernagor (1757)
- Plassey (1757)
- Gondelour (1758)
- Négapatam (navale) (1758)
- Condore (1758)
- Madras (1758)
- Pondichéry (navale) (1759)
- Masulipatam (1759)
- Chinsurah (1758)
- Wandiwash (1760)
- Pondichéry (1760-1761)
- Manille (1762)

- Saint-Louis (1758)
- Gorée (1758)
- Gambie

Le raid sur Rochefort (ou descente sur Rochefort) est une attaque amphibie britannique destinée à détruire le port français de Rochefort sur la côte atlantique, en septembre 1757 pendant la guerre de Sept Ans. Le raid participe de la nouvelle tactique des « descentes » sur la côte française, théorisées et défendues par William Pitt qui avait accédé au pouvoir quelques mois plus tôt. 
Après avoir été plusieurs fois retardée, l'expédition atteint la côte française, capturant l'île d'Aix au large de Rochefort. Le commandant britannique Sir John Mordaunt estimant un débarquement sur le continent trop risqué, la flotte commandée par Edward Hawke remet les voiles en direction de la Grande-Bretagne. Le raid se termine par un échec, mais il sera suivi par plusieurs opérations similaires dans les années qui suivent. 

## Le contexte
En 1757, la guerre navale entre la France et l’Angleterre dure depuis deux ans. La Royal Navy aligne à peu près cent-vingt vaisseaux et soixante-quinze frégates contre soixante vaisseaux et une trentaine de frégates pour la marine de Louis XV. Malgré ce déséquilibre, la guerre est restée jusque là indécise car les Français ont réussi, depuis 1755, à ravitailler et défendre leurs bases coloniales et à tenir en échec la Royal Navy. Par ailleurs, l’Angleterre traverse plusieurs mois d’une grave crise politique intérieure car le roi George II n’est pas d'accord avec ses ministres sur les objectifs de guerre.
Au printemps 1757, après de longs débats à la Chambre des Communes, un nouveau gouvernement se forme à Londres autour de William Pitt. À la fois Premier ministre et Ministre de la guerre, il dicte une stratégie de lutte totale contre la France sur tous les espaces maritimes et coloniaux. Un des aspects de cette stratégie passe par l’attaque des côtes françaises dans le but de détruire les installations portuaires, ruiner le commerce, rafler les matelots (pour les empêcher de servir dans la marine de guerre) et semer la panique dans les populations,. 
La Royal Navy, qui a anticipé la reprise de la guerre depuis la signature du traité de paix précédent (1748) a mené d’importantes opérations d’espionnage sur le littoral français. Un peu partout, sous prétexte de visites officielles, des officiers anglais se sont fait inviter pour visiter les ports de guerre. Reçus avec courtoisie par les gouverneurs, ils ont tout vu puis ont rédigé des rapports et dressé des cartes. 
À Rochefort, c’est un officier venu de Gibraltar, le capitaine Clark, qui s’est présenté au gouverneur en 1754. Il a pu visiter l’arsenal et monter à bord de six vaisseaux récemment lancés puis a fait le tour de la ville pour y constater que les défenses n’ont subi aucune amélioration depuis la fondation de la cité sous Colbert. Son rapport, qui se conclut par des observations personnelles en vue d’une attaque, est porté en juillet 1757 à la connaissance de William Pitt qui dispose aussi des renseignements fournis par un Huguenot, le pilote Joseph Thierry, lequel connaît tous les détails de la navigation dans ces parages : il a indiqué les moyens de tenter un coup de main sur l’île d’Aix, le plage de Fouras et les chantiers de Rochefort. Pitt décide aussitôt d’engager une vaste opération contre l’arsenal charentais. Les préparatifs se font dans le plus grand secret.

## Le raid (20 - 30 septembre 1757)
Le 7 septembre 1757, l’escadre appareille de Spithead. Forte de dix-sept vaisseaux de ligne, neuf bâtiments légers et cinquante-cinq bâtiments de transport, elle est sous les ordres d’Edward Hawke qui commande en chef et Charles Knowles. Le corps de débarquement, d’une dizaine de milliers d’hommes (douze régiments), est commandé par le lieutenant général John Mordaunt, assisté des majors-généraux Henry Seymour Conway et Edward Cornwallis. Les ordres sont « de tenter, dans la mesure du possible, une descente sur les côtes de la France, à Rochefort ou près de Rochefort, afin d’attaquer le lieu et de s’en emparer ; et de brûler et de détruire au maximum tous les quais, magasins, arsenaux et navires qui s’y trouvent ». La réussite de l’opération permettrait de faire d’une pierre deux coups car Rochefort, depuis la rade de l’île d’Aix, est une place essentielle pour le ravitaillement de Louisbourg et de Québec,. 
Malgré l’importance du contingent à sa disposition, Mordaunt est dubitatif sur la faisabilité de l’attaque et il craint que les renseignements disponibles (de Clark en 1754) ne soient obsolètes. Pourtant, côté français, on commence à peine, en 1757, à travailler aux fortifications de l’île d’Aix. Pour celles de Rochefort, elles sont toujours dans le même état où Clark les a vues ; à Fouras, qui commande l’entrée de la Charente, il n’y a pas une batterie en état et au plus 300 hommes de troupe.
Sans avoir rencontré aucun navire français, ni dans la Manche, ni dans les parages de la Bretagne, la flotte anglaise entre le 20 septembre dans les eaux du Pertuis d'Antioche. Deux vaisseaux français, le Prudent et le Capricieux, qui se trouvent en rade, n’ont que le temps de se retirer dans l’embouchure de la Charente. L’apparition inattendue de forces aussi considérables paralyse l’énergie des défenseurs de Rochefort. Le commandant de la marine, M. de Guébriant Budes, et l’intendant de la marine, Ruis Embito de La Chesnardière, sont beaucoup plus occupés de mettre en lieu sûr les documents officiels, les papiers de l’intendance et leurs effets personnels, que de travailler à la défense de la place. Ce comportement montre qu’ils semblent convaincus que la reddition de Rochefort est inévitable et qu’il ne songent qu’à obtenir une capitulation dans les conditions les moins défavorables. 
Si les défenseurs de Rochefort pèchent par excès de prudence ou par pusillanimité, les Anglais pèchent par défaut d’audace et de rapidité. Arrivée le mardi 20 septembre, leur escadre ne mouille que 48 heures après, le jeudi 22, devant Fouras. Le petit fort est commandé par M. Du Pin de Belugard, capitaine de vaisseau, qui a à sa disposition quelques soldats et 700 gardes-côtes ; le comte de Langeron, lieutenant général, vient augmenter la petite garnison, le vendredi 23 au matin, avec des soldats de la marine et des Suisses. Il a laissé en arrière 800 hommes, à la position du Vergeroux, en amont de l’embouchure de la rivière. Toutes ces forces sont insuffisantes pour s’opposer au débarquement d’un corps de 10 000 hommes ; cependant, la fermeté de M. de Langeron, son habileté à éparpiller ses hommes pour grossir aux yeux des assaillants le nombre de ses troupes en impose à Mordaunt qui ne tente rien du côté de Fouras. La Rochelle, située à quelques lieues plus au nord, a aussi le temps de se mettre en état de défense. 
Le 23 septembre, à midi, quelques vaisseaux anglais et deux galiotes à bombes ouvrent le feu sur l’île d'Aix. L’un d’eux, le HMS Magnanime, court un moment un danger assez sérieux, car il frôle le naufrage sur un roche. La petite île est cependant prise ; les 16 canons qui composent sa défense sont promptement réduits au silence. L’attaque de l’île d’Aix et sa reddition a demandé cinq heures en tout. 
À Rochefort, on vit dans l’angoisse d’un débarquement qui semble imminent, mais les Anglais hésitent. Ils manquent de barques et il y a beaucoup de bancs de sable qui peuvent gêner la manœuvre alors que les troupes françaises, sur les côtes, semblent nombreuses. Dans la nuit du 25 cependant, tout indique que le débarquement va avoir lieu : c’est l’époque des plus fortes marées, le vent est à souhait ; du balcon de l’intendance, on peut, grâce au clair de Lune, distinguer toutes les évolutions des Anglais. Plusieurs de leurs vaisseaux s’approchent du platin d’Angoulin, comme pour procéder au débarquement sur la plage du Chatelaillon. Cependant la nuit passe, la marée descend et les Anglais n’ont pas bougé. Ce que les Français ne savent pas, c’est que Mordaunt et ses adjoints ont annulé l’attaque. 
Trois jours se passent. Dans le camp français, on commence à se douter des hésitations de Mordaunt qui craint probablement de tomber dans un piège. On en profite pour élever quelques retranchements, poster des troupes à Fouras, à Angoulins, à Soubise. Plus la descente des Anglais tarde, plus il y de chances qu’elle échoue. Sur les vaisseaux, les dissensions éclatent entre marins et soldats pour savoir où mettre pied à terre. Enfin, après six jours entiers perdus depuis la prise de l’île d'Aix, un conseil de guerre décide d’un débarquement de nuit sur les forts qui gardent l’embouchure de la Charente, Mordaunt devant diriger personnellement les premiers assauts. Une galiote à bombes s’avance pour pilonner Fouras, mais Langeron, qui a à sa disposition deux chaloupes canonnières, la tient en respect. Mordaunt conclut de la résistance de Fouras que le débarquement est impossible. Le vent, par ailleurs, n’est pas favorable. L’attaque est annulée. 
Le 30 septembre, les navires anglais, qui s’étaient dispersés depuis leur arrivée entre l’île d’Aix et la Charente, se réunissent de nouveau en escadre et reprennent la haute mer. La croisière, qui a duré dix jours sur les côtes de l’Aunis et de la Saintonge, n’a réussi qu’a détruire les batteries de l’île d’Aix. En regagnant Portsmouth, le flotte de Hawke perd un navire, par le travers du cap Lizard, qui est pris par un corsaire de Dunkerque.

## Les suites de l’affaire
L’expédition a coûté des sommes considérables : près d’un million de livres sterling. Lorsque l’échec est connu, les remous dans l’opinion sont importants. Des caricatures et des plaisanteries se répandent aussitôt dans Londres. L’information fait aussi le tour d’Europe. En Allemagne, elle ébranle la confiance de l’allié prussien qui avait été informé en juillet qu’une « puissante diversion » était en préparation sur les côtes françaises. L’envoyé anglais à Berlin, Andrew Mitchell (en) rapporte que l’image de son pays semble durablement ternie : « jusqu’alors, les Anglais étaient enviés et détestés en Europe. Maintenant, on les méprise». Londres espérait peut-être aussi que les Protestants, nombreux dans la région, se soulèveraient en apprenant la nouvelle du débarquement, obligeant ainsi Louis XV à détourner vers l’Aunis des troupes destinées à l’Allemagne. Espoir déçu.
Furieux, William Pitt, avec l’appui du roi George II, forme une commission d’enquête afin de trouver des responsables. Cette commission conclut que l’expédition aurait dû être menée à son terme et que les défenses de Rochefort n’étaient en aucun cas imprenables. En conséquence, Mordaunt est jugé en cour martiale en décembre 1757. Sa responsabilité paraît beaucoup plus engagée que celle de Byng dans le combat de Port-Mahon, l’année précédente (et qui s’est terminée devant un peloton d’exécution). Acquitté de l’accusation de désobéissance, Mordaunt est néanmoins relevé de son commandement et du poste de gouverneur de Sheerness. 
Curieusement, côté français, aucun enseignement n’est réellement tiré de cette opération qui aurait pourtant pu priver la marine de Louis XV de l’un de ses trois grands arsenaux. Il faut fortifier les îles et les pointes de terre qui protègent l’accès à la Charente et revoir les fortifications de Rochefort. Mais le plus gros de l’effort militaire français est tourné vers l’Est, c’est-à-dire l’Allemagne où Louis XV a engagé 100 000 hommes dans une guerre inextricable qu’il ne parvient d’ailleurs pas à gagner. On se borne donc à reconstruire les ouvrages de l’île d'Aix, sans rien faire de plus, ni pour la défense fixe, ni pour la défense mobile alors que les Anglais ne renoncent pas à maintenir la pression sur les côtes françaises.
Le 4 avril 1758, Hawke reparaît devant l’île d’Aix avec sept vaisseaux et trois frégates. N’ayant pas de corps de débarquement, il ne vient que pour insulter les lieux. Mission réussie : son arrivée provoque la panique dans un rassemblement d’une quarantaine de navire de commerce qui sont contraints de s’échouer dans les bancs de vase qui entourent l’île Madame afin d’éviter la capture ou l’incendie. Quant aux cinq vaisseaux de ligne et aux deux frégates qui sont au mouillage, tous s’échouent à marée basse devant Fouras avant de parvenir péniblement à gagner Rochefort avec la marée suivante. Hawke détruit une nouvelle fois les ouvrages de l’île d’Aix. Le 7 avril, satisfait de son incursion qui a complètement désorganisé les armements du secteur, il disparaît au large pour reprendre sa croisière dans le golfe de Gascogne. Il reparaîtra encore devant Rochefort le 29 novembre 1759, après la défaite française des Cardinaux.
Rochefort et l’île d’Aix ne sont pas les seules localités à subir des raids ou des « descentes » anglaises. Celles-ci vont se poursuivre presque jusqu’à la fin du conflit : à Cancale/Paramé, Cherbourg, Saint-Malo, Le Havre, l’Orne, Port-en-Bessin, Belle-île,, en Provence, manifestant par là la supériorité de la Royal Navy, capable, presque au même moment où elle prend le contrôle des côtes françaises, de former des escadres encore plus importantes pour attaquer les bases coloniales de Louis XV de l’autre côté de l’Atlantique, sur les côtes africaines ou dans l’océan Indien.

## Galerie historique

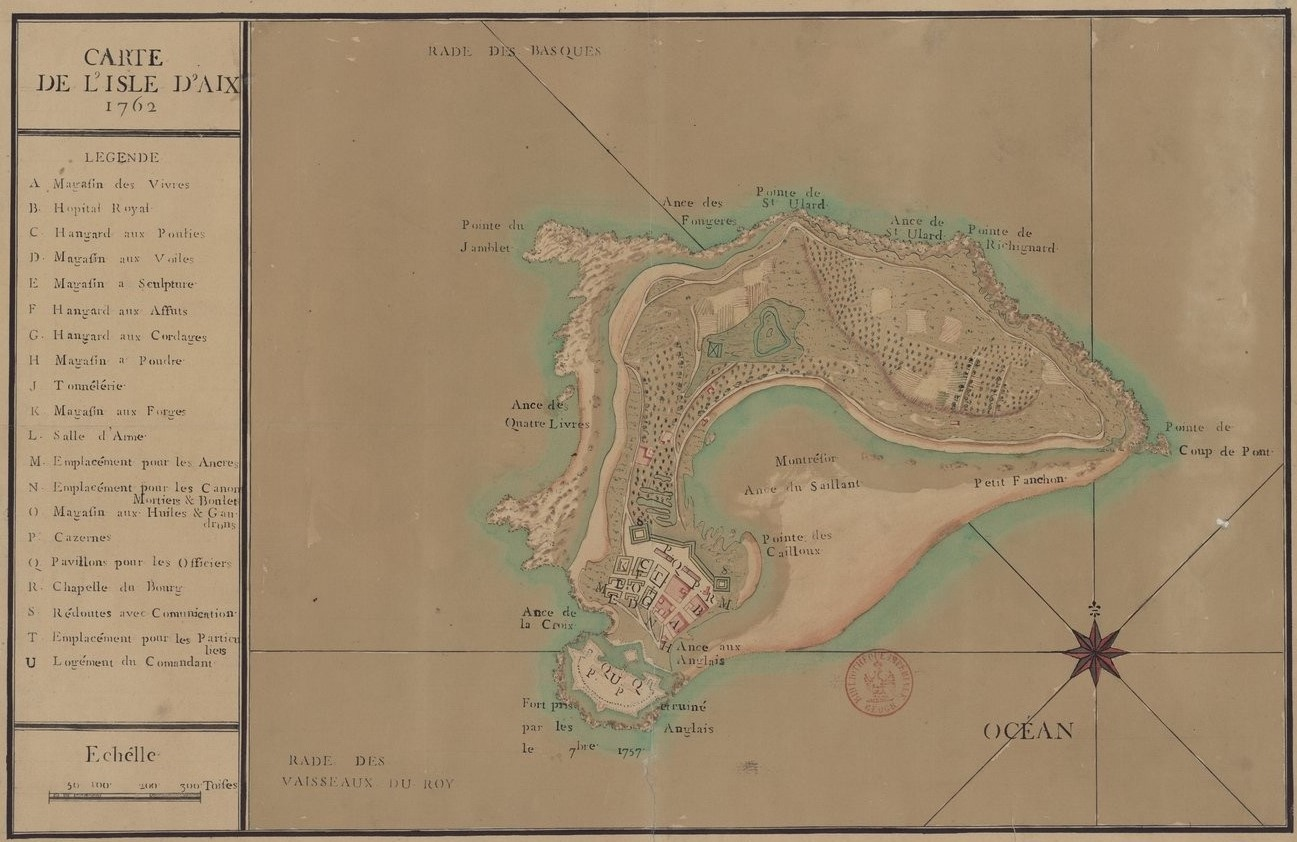
Carte française de l’île d'Aix de 1762 signalant les destructions opérées par les Anglais en 1757.
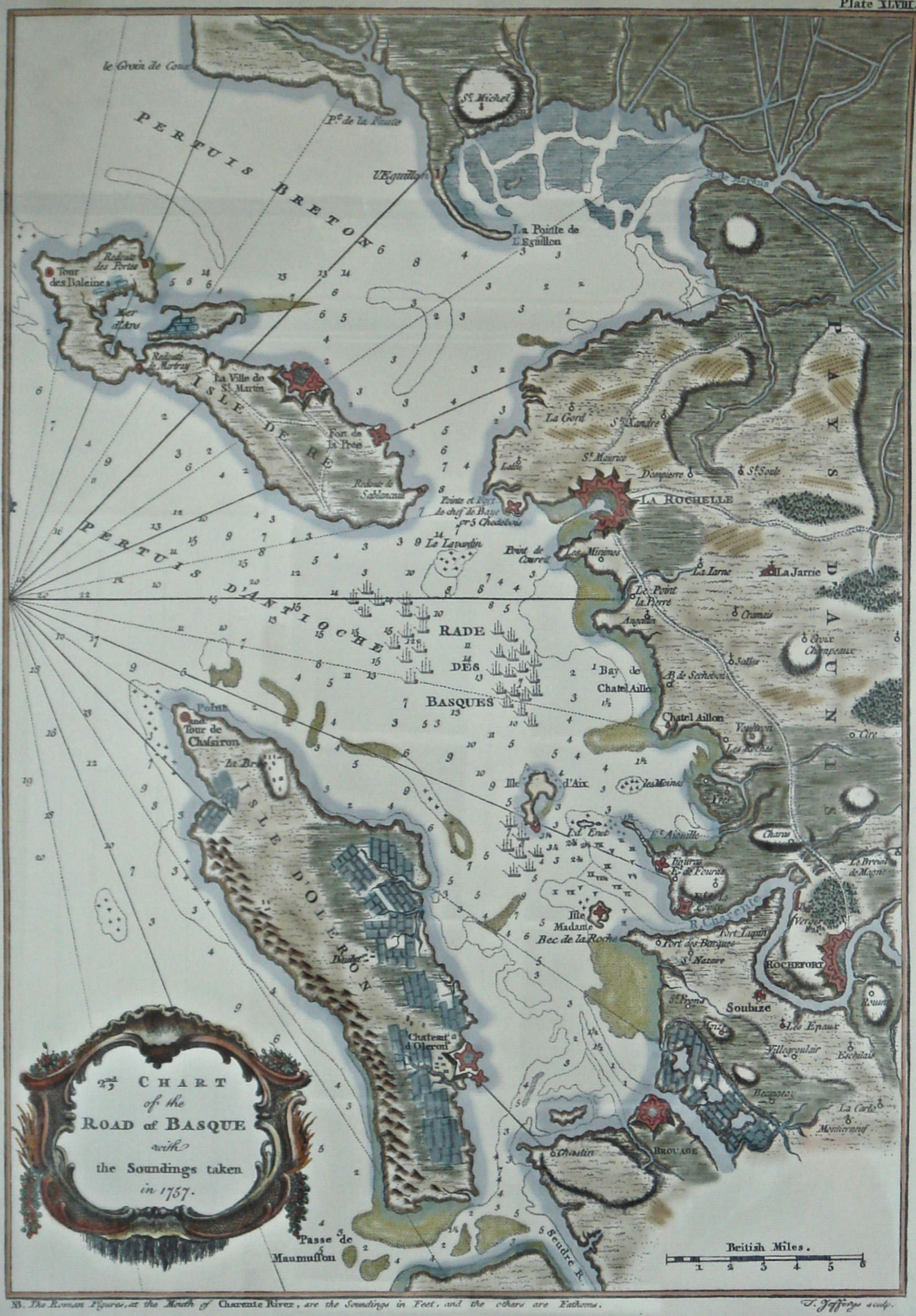
Carte anglaise de 1757 avec le stationnement possible de l’escadre de Hawke dans le Pertuis d’Antioche.
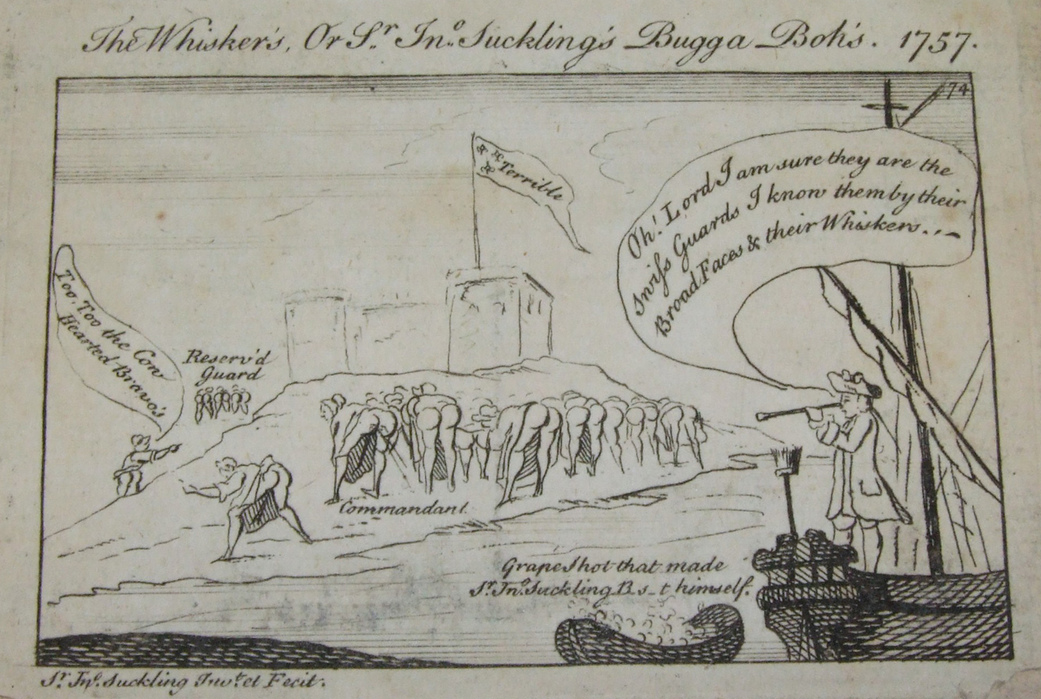
Caricature anglaise se moquant du général Mordaunt tenu pour responsable de l’échec de l’expédition.

## Sources et bibliographie
: document utilisé comme source pour la rédaction de cet article.

### Ouvrages en anglais
- (en) Fred Anderson, Crucible of War : The Seven Years War and the Fate of Empire in British North America, 1754-1766, Faber and Faber, 2000, 862 p. (ISBN 978-0-375-70636-3)
- (en) Jeremy Black, Pitt the Elder, Cambridge University Press, coll. « British Lives », 1992, xviii, 320 (ISBN 978-0-521-39806-0, lire en ligne)
- (en) Stephen Brumwell, Paths of Glory : the life and death of General James Wolfe, Hambledon Continuum, 2006 (ISBN 1-84725-208-7, OCLC 82143861)
- (en) William Laird Clowes, The Royal Navy : a history from the earliest times to the present, vol. III, Londres, Sampson Low, Marston & Co., 1897, 609 p. (lire en ligne).
- (en) Julian Stafford Corbett, England in the Seven Years War : A study in combined operations, vol. I, Londres, Longmans, Greens, 1907
- (en) Jonathan Dull, The French Navy and the Seven Years’ War, Lincoln, London, University of Nebraska Press, 2005.
- (en) Richard Middleton, The Bells of Victory : The Pitt-Newcastle Ministry and the Conduct of the Seven Years' War, 1757-1762, Cambridge University Press, 1985.
- (en) N. A. M. Rodger, The Command of the Ocean : A Naval History of Britain, 1649-1815, Londres, Penguin Books, 2004, 907 p. (ISBN 978-0-14-102690-9).
- (en) Brendan Simms, Three Victories and a Defeat : The Rise and Fall of the First British Empire, Penguin Books, août 2008, 802 p. (ISBN 978-0-14-028984-8)
- (en) David Syrett, Admiral Lord Howe : A Biography, Spellmount, 2006 (ISBN 978-1-86227-262-0)
- (en) John D. Woodbridge, Revolt in Pre-Revolutionary France : The Prince de Conti’s Conspiracy against Louis XV, 1755-1757, Baltimore, Johns Hopkins University Press, 1995, 244 p.

### Ouvrages en français
- Lucien Bély, Les relations internationales en Europe au XVIIe – XVIIIe siècle, Paris, Presses universitaires de France, coll. « Thémis », 1992, 731 p. (ISBN 2-13-044355-9).
- Jean Bérenger et Jean Meyer, La France dans le monde au XVIIIe siècle, Paris, SEDES, coll. « Regards sur l'Histoire », 1993, 380 p. (ISBN 2-7181-3814-9)
- Olivier Chaline, La mer et la France : Quand les Bourbons voulaient dominer les océans, Paris, Flammarion, coll. « Au fil de l’histoire », 2016, 560 p. (ISBN 978-2-08-133327-7).
- Edmond Dziembowski, La guerre de Sept Ans, Paris, éditions Perrin, coll. « Tempus », 2018, 851 p. (ISBN 978-2-262-07502-6)
- Jacques Garnier (dir.), Dictionnaire Perrin des guerres et des batailles de l'histoire de France, Paris, éditions Perrin, 2004, 906 p. (ISBN 2-262-00829-9).
- Georges Lacour-Gayet, La Marine militaire de la France sous le règne de Louis XV, Honoré Champion éditeur, 1910 (1re éd. 1902) (lire en ligne).
- Jean Meyer et Martine Acerra, Histoire de la marine française : des origines à nos jours, Rennes, Ouest-France, 1994, 427 p. [détail de l’édition] (ISBN 2-7373-1129-2, BNF 35734655)
- Rémi Monaque, Une histoire de la marine de guerre française, Paris, éditions Perrin, 2016, 526 p. (ISBN 978-2-262-03715-4)
- Michel Vergé-Franceschi, La Marine française au XVIIIe siècle : guerres, administration, exploration, Paris, SEDES, coll. « Regards sur l'histoire », 1996, 451 p. (ISBN 2-7181-9503-7).
- Michel Vergé-Franceschi (dir.), Dictionnaire d'Histoire maritime, éditions Robert Laffont, coll. « Bouquins », 2002.
- Patrick Villiers, Des vaisseaux et des hommes : La marine de Louis XV et de Louis XVI, Paris, Fayard, coll. « Histoire », 2021, 416 p. (ISBN 978-2-213-68127-6)
- André Zysberg, La monarchie des Lumières : 1715-1786, Paris, Éditions du Seuil, coll. « Points Histoire », 2002, 552 p. (ISBN 2-02-019886-X).